# Ladislao Biro

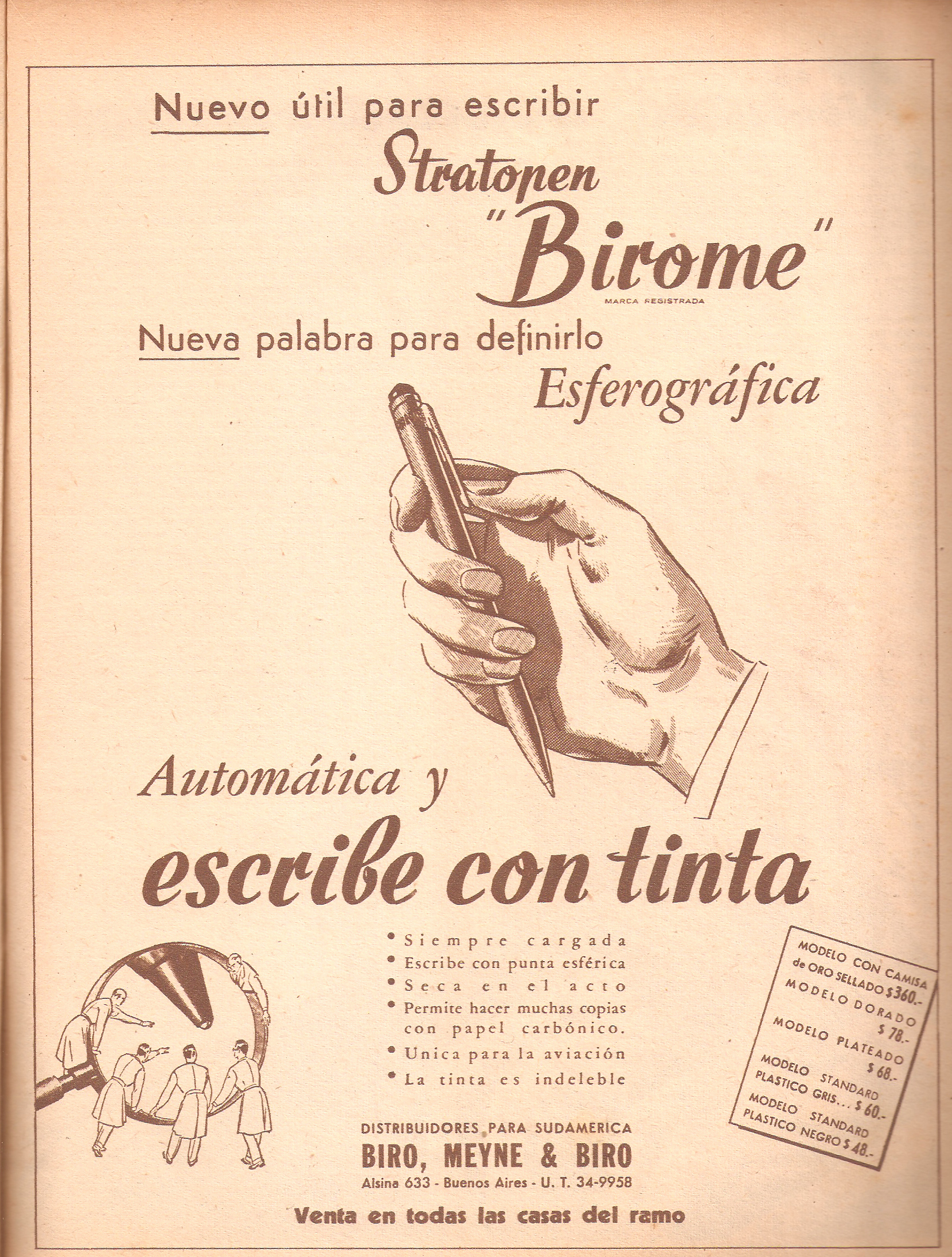
Propaganda comercial en la revista argentina Leoplan, de 1945, promovent la primera birome.

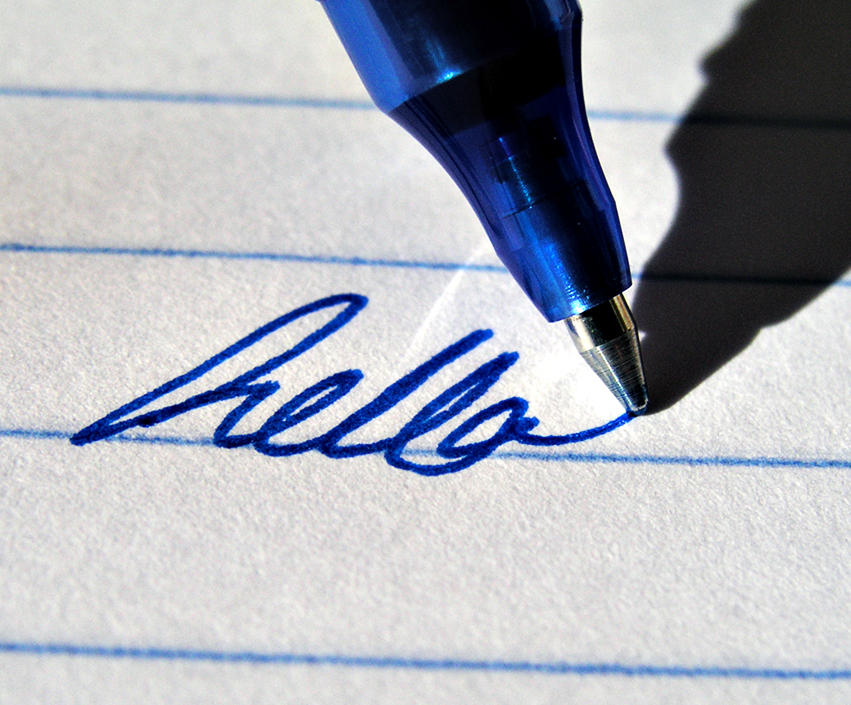
Escriptura d'un bolígraf modern.

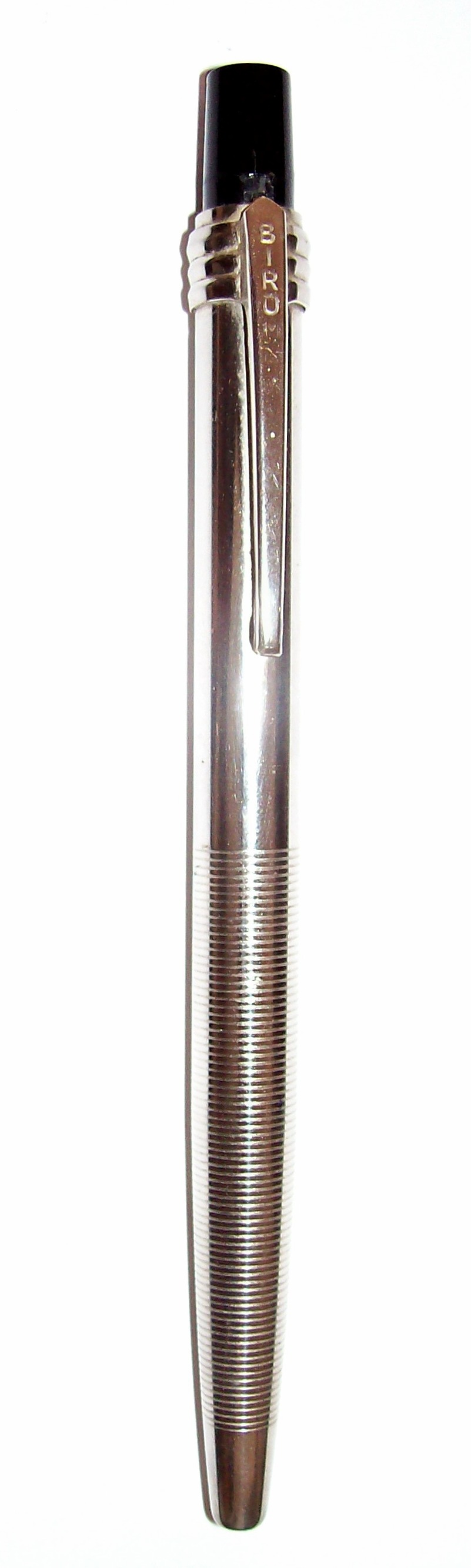
Així eren les biromes fabricades pels germans Biro i Meyne.

László József Bíró, conegut en l'Argentina com Ladislao José Biro, (Budapest, Regne d'Hongria, 29 de setembre de 1899 – Buenos Aires, Argentina, 24 de novembre de 1985) va ser un inventor i periodista hongarès nacionalitzat argentí. Va realitzar un total de 32 invents, entre ells el bolígraf, el qual li va donar fama internacional.

## Biografia
Quan Ladislao va tenir la idea de l'invent que el faria famós —el bolígraf— ja havia inventat una ploma font, una màquina per rentar roba, un sistema de caixa de canvi automàtic pels automòbils i un vehicle electromagnètic. La història explica que, sent periodista, estava molest pels trastorns que li ocasionava la seva ploma quan aquesta se li embussava enmig d'un reportatge. Llavors, juntament amb el seu germà Georg, que era químic, va aconseguir una tinta que era molt útil per a l'escriptura a mà, però que no podia utilitzar-se amb la ploma, ja que s'encallava en escriure. Però Ladislao va tenir una idea de com resoldre aquest últim inconvenient tot observant uns nens mentre jugaven a bales al carrer: les bales, en travessar un toll sortien traçant una línia d'aigua en el terra sec. Així, es va adonar que en comptes d'utilitzar una ploma metàl·lica a la punta, havia d'utilitzar una boleta. La dificultat de traslladar aquest mecanisme a un instrument d'escriptura residia en la impossibilitat per desenvolupar esferes d'una grandària suficientment petita. Ladislao Biro va patentar un prototip a Hongria i França, el 1938, però no el va arribar a comercialitzar. Aquest mateix any, Agustín Pedro Justo, el qual pocs mesos abans havia deixat de ser President de la Nació Argentina, el va convidar a establir-se al seu país quan, de casualitat, el va conèixer mentre Biro era a Iugoslàvia prenent notes per a un periòdic hongarès. Agustín Justo el va veure escrivint amb un prototip del bolígraf i meravellat per aquesta forma d'escriure es va posar a xerrar amb ell. Biro li va parlar de la dificultat per aconseguir un visat i Justo, que no li havia dit qui era, li va donar una targeta amb el seu nom.
Biro encara no es va decidir, en aquell moment, a viatjar a l'Argentina, però el maig de 1940, en començar la Segona Guerra Mundial, ell i el seu germà van emigrar a l'Argentina juntament amb Juan Jorge Meyne, el seu soci i amic gràcies al qual havia escapat de la persecució nazi pel seu origen jueu. Un temps més tard, la seva esposa Elsa i la seva filla Mariana desembarcarien també a Buenos Aires. Casa seva es trobava a l'anomenat "barri anglès", limítrof amb el barri de Belgrano i actualment alberga una institució dedicada als inventors.
En aquest mateix any van formar la companyia Biro, Meyne & Biro i, en un garatge amb 40 operaris i un baix pressupost, va perfeccionar el seu invent, realitzant el 10 de juny de 1943 una nova patent a Buenos Aires. Van llançar el nou producte al mercat sota el nom comercial de Birome (Acrònim format per les síl·labes inicials de Biro i Meyne). El preu de venda al públic va ser d'entre 80 i 100 dòlars, un cost excessiu per a aquella època. Al principi els llibreters van considerar que aquests «lapicitos a tinta» eren massa barats com per vendre'ls com a eina de treball i els venien com a joguines per a nois. Sobre aquest tema, en la seva última entrevista abans de morir, Biro va afirmar: "La meva «joguina» va deixar 36 milions de dòlars en el tresor argentí, diners que el país va guanyar venent productes no de la terra sinó del cervell".
Quan es va començar a promoure se l'anomenava esferográfica i es posava l'accent en que sempre estava carregada, s'assecava a l'acte, permetia fer còpies amb paper carbó, era única per a l'aviació i la seva tinta era indeleble.
El 1943 va llicenciar el seu invent a Eversharp Faber, dels Estats Units, en la llavors extraordinària suma de 2.000.000 de dòlars americans, i el 1951 a Marcel Bich, fundador de l'empresa Bic de França.
La societat formada per Biro i els seus socis va fer fallida, a causa de la manca de finançament i a nous invents que no van tenir èxit comercial. Un antic proveïdor, Francisco Barcelloni, va intentar persuadir Biro per a fabricar un bolígraf de baix cost. No va aconseguir convèncer-lo i es va instal·lar pel seu compte; va millorar el flux de tinta i va assajar una bola de triple duresa. Posteriorment, Barcelloni va contractar Biro per a dirigir la nova fàbrica.

## Altres invents
Al llarg de la seva vida Biro va desenvolupar molts altres invents, alguns dels quals s'han tornat molt populars. Entre d'altres:
- Un flascó de perfum que feia servir el mateix principi que el bolígraf. Més tard, amb aquest mateix principi, es van crear els desodorants de bola.[3]
- Un model de ploma estilogràfica (1928).
- Una màquina de rentar la roba (1930) que, segons l'anècdota, va construir per a la seva esposa Elsa Schick.[3]
- Una caixa de canvi automàtica mecànica (1932), la patent de la qual va ser adquirida per General Motors que al mateix temps estava desenvolupant una caixa hidràulica.[3] Es presumeix que GM va adquirir el seu invent per eliminar la possible competència.
- Un termògraf clínic (1943).
- Un procés continu per a resines fenòliques (1944).
- Un procés per millorar la resistència de les varetes d'acer (1944).
- Un dispositiu per obtenir energia de les ones del mar (1958).
- El filtre antitòxic.[3]
- Un pany inviolable.[3]
- Un sistema molecular i isotòpic per a fraccionament de gasos (1978).

## Homenatges
László Biró figura en una sèrie de segells postals emesos el 1994 pel Correu Argentí, en ocasió del cinquantenari de la invenció de la esferográfica, en el seu honor i el d'altres tres inventors argentins.
A l'Argentina el 29 de setembre, dia del seu naixement, es commemora el Dia de l'Inventor.

## Perfums
Poc coneguts, figuren en The Encyclopaedia of Perfumi diversos perfums registrats per la companyia Biro, Meyne & Biro.
| Nom              | Companyia          | Any  | Notes                           |
| ---------------- | ------------------ | ---- | ------------------------------- |
| Symphony         | Biro, Meyne & Biro | 1945 | Discontinuat (data desconeguda) |
| Voix du Cœur     | "                  | "    | "                               |
| Voix de France   | "                  | 1947 | "                               |
| Voix de la Forêt | "                  | "    | "                               |
| Voix de Paris    | "                  | "    | "                               |
| Voix du Ciel     | "                  | "    | "                               |
| Anaïtis          | "                  | 1948 | "                               |
| Chou-Chou        | "                  | 1947 | "                               |
| Parforce         | "                  | "    | "                               |
| Pathetique       | "                  | "    | "                               |
| Sympathy         | "                  | "    | "                               |
| Flower Speak     | Meyne & Biro       | "    | "                               |
| No 71            | Biro, Meyne & Biro | 1948 | "                               |
| No 72            | "                  | "    | "                               |
| No 73            | "                  | "    | "                               |
| No 74            | "                  | "    | "                               |
| No 75            | "                  | "    | "                               |
| Chant du Ciel    | "                  | "    | "                               |
| Chant d'Espoir   | "                  | "    | "                               |
| Chant d'Étoile   | "                  | "    | "                               |
| Chant de Paris   | "                  | "    | "                               |